# Ubiquitätslehre
Als Ubiquitätslehre wird der in der lutherischen Theologie des 16. Jahrhunderts aufgekommene Versuch bezeichnet, die Realpräsenz Jesu Christi im Abendmahl in einer anderen Weise als durch die in der römisch-katholischen Kirche dogmatisierte Lehre von der Transsubstantiation zu erklären. Sie besagt, dass Christus leiblich im Abendmahl anwesend sein könne, weil er an der göttlichen Allgegenwart nicht nur nach seiner göttlichen Natur, sondern auch nach seiner menschlichen Natur Anteil habe, da beide Naturen nicht voneinander zu trennen seien und sich gegenseitig durchdringen („Communicatio idiomatum“).
Der Begriff Ubiquität (vom lateinischen „ubique“ = überall) war zunächst ein polemischer Begriff, mit dem die Gegner der lutherischen Auffassung die Absurdität dieser Vorstellung aufzeigen wollten; erst zum Ende des 16. Jahrhunderts wurde er von den Lutheranern als Selbstbezeichnung übernommen. Die reformierten Theologen lehrten demgegenüber gemäß der Lehre vom später so genannten Extra Calvinisticum, dass Jesu menschliche Natur sich seit der Himmelfahrt zur Rechten Gottes im Himmel befinde und deswegen nicht gleichzeitig im Abendmahl körperlich präsent sein könne. Dieses Verständnis findet sich auch im Heidelberger Katechismus von 1563.
Martin Luther entwickelte diese Lehre erstmals 1527 in seiner gegen Ulrich Zwingli und Johannes Oekolampad gerichteten Schrift Daß die Worte Christi, „das ist mein Leib etc.“, noch feststehen. Wider die Schwarmgeister. Dabei griff er vor allem auf William von Ockhams Vorstellung einer Multivolipräsenz Gottes zurück. Im Zweiten Abendmahlsstreit, den die lutherischen Theologen in den 1550er und 1560er Jahren mit Johannes Calvin und seinen Schülern ausfochten, wurde vor allem durch Johannes Brenz die Lehre ausgebaut und radikalisiert, auch in Auseinandersetzung mit Philipp Melanchthon und seinen Schülern. In einer durch Martin Chemnitz wieder abgemilderten Form, nach der die Allgegenwart der menschlichen Natur Christi nicht auf dem Weg der Personeinheit, sondern durch ergänzende Mitteilung der göttlichen Natur zukommt, wurde die Ubiquitätslehre in die Konkordienformel (Art. VIII) aufgenommen.
Von der Lutherischen Orthodoxie noch energisch vertreten, geriet die Ubiquitätslehre in der Zeit von Pietismus und Aufklärung in den Hintergrund. Die Leuenberger Konkordie von 1973 versuchte, den Streit zwischen Lutheranern und Reformierten beizulegen, indem sie die Aufgabe formulierte, „neu zur Geltung zu bringen, was die reformierte Tradition in ihrem besonderen Interesse an der Unversehrtheit von Gottheit und Menschheit Jesu und was die lutherische Tradition in ihrem besonderen Interesse an seiner völligen Personeinheit geleitet hat.“ (Art. 22). Die Leuenberger Konkordie wird jedoch von konfessionellen lutherischen Kirchen wie z. B. der SELK wegen Unvereinbarkeit mit dem lutherischen Bekenntnis abgelehnt. In der zeitgenössischen evangelischen Theologie hat insbesondere Jörg Baur versucht, die Ubiquitätslehre neu als relevant für den Glauben zu erschließen.